# 호신인 (1682년)
호신인 (일본어: 法心院 ほうしんいん[*], 덴나 2년 (1682년) - 메이와 3년 6월 2일 (1766년 7월 8일))은 에도 막부 제 6대 쇼군 도쿠가와 이에노부의 측실이다. 이름은 콘(古牟)이다. 다른 이름으로는 이치노오헤야, 우콘노츠보네이다.

## 개요
덴나 2년 (1682년), 마치의사 오오타 소안의 딸로서 태어났다.
겐로쿠 15년 (1702년), 이에노부가 아직 츠나토요로 불리던 시절에 오유도노(御湯殿) 담당의 오스에로서 사쿠라다 고텐에 고용살이를 시작했다. 오랜 시간이 흐른 뒤에 오츠기로 승진해, 호에이 원년 (1704년), 이에노부가 츠나요시의 세자로서 에도성 니시노마루에 옮김과 동시에, 오쿠조츄로서 니시노마루 오오쿠에 들어갔다. 후에 이에노부의 총애를 받아 오츄로로 승격되었다.
호에이 4년 (1707년) 7월, 이에치요를 낳았다. 이후에는 이치노헤야(一之部屋)님이라고 불렸다. 하지만, 같은 해 9월에 이에치요가 세상을 떠났다.
호에이 6년 (1709년), 이에노부의 쇼군 취임과 동시에 혼마루 오오쿠로 옮겼고, 고쇼풍으로 우콘노츠보네 (右近局/右近の方,우콘노카타)로 불렸으나, 쇼토쿠 2년 (1712년)에 이에노부가 병사했다. 출가한 후에는 호신인(法心院)으로 칭했다. 후에는 니시노미야로, 바바사키고요야시키(馬場先御用屋敷)로, 게다가 교호 17년 (1732년)에는 하마고텐으로 옮겼다.
메이와 3년 (1766년), 83세의 나이로 사망했다. 법명은 法心院殿遍浄至覚大姉이다. 우에노 토에이잔 린코인에 매장되었다.

## 관련 작품

### 영화
- 겐로쿠 츄신구라 후편 (1942년, 쇼치쿠) - 배우 오오하라 에이코
- 오오쿠 (비밀) 이야기 (1967년, 토에이) - 배우 미야조노 준코
- 오오쿠 (2006년, 토에이) - 배우 키무라 타에

### 드라마
- 오오쿠 (1968년, 칸사이 테레비) - 배우 이시카와 아미코 (배역명 오치카노카타)
- 8대 쇼군 요시무네 (1995년, NHK대하드라마) - 배우 쿠리타 요코
- 오오쿠 스페셜 (또 하나의 이야기) (2006년, 후지테레비) - 배우 키무라 타에
- 츄신구라 요젠인의 음모 (2007년, 테레비도쿄) - 배우 스기야마 아야하
- 도쿠가와 풍운록 8대 쇼군 요시무네 (2008년, 테레비도쿄) - 배우 오오오토 나나 (배역명 우쿄노카타)
- 츄신구라의 사랑 48번째의 충신 (2016년, NHK) - 아나운서 나이토 리사